# Scottish Division One 1968-1969
La Scottish Division One 1968-1969  è stata la 72ª edizione della massima serie del campionato scozzese di calcio, disputato tra il 7 settembre 1968 e il 1º maggio 1969 e concluso con la vittoria del Celtic, al suo ventiquattresimo titolo, il quarto consecutivo.
Capocannoniere del torneo è stato Kenny Cameron (Dundee Utd) con 26 reti.

## Classifica finale
Fonte:
|       | Pos. | Squadra         | Pt | G  | V  | N  | P  | GF | GS | QR    |
| ----- | ---- | --------------- | -- | -- | -- | -- | -- | -- | -- | ----- |
|       | 1.   | Celtic          | 54 | 34 | 23 | 8  | 3  | 89 | 32 | 2,781 |
| [ 3 ] | 2.   | Rangers         | 49 | 34 | 21 | 7  | 6  | 81 | 32 | 2,531 |
|       | 3.   | Dunfermline     | 45 | 34 | 19 | 7  | 8  | 63 | 45 | 1,400 |
|       | 4.   | Kilmarnock      | 44 | 34 | 15 | 14 | 5  | 50 | 32 | 1,563 |
|       | 5.   | Dundee Utd      | 43 | 34 | 17 | 9  | 8  | 61 | 49 | 1,245 |
|       | 6.   | St. Johnstone   | 37 | 34 | 16 | 5  | 13 | 66 | 59 | 1,119 |
|       | 7.   | Airdrieonians   | 37 | 34 | 13 | 11 | 10 | 46 | 44 | 1,045 |
|       | 8.   | Hearts          | 36 | 34 | 14 | 8  | 12 | 52 | 54 | 0,963 |
|       | 9.   | Dundee          | 32 | 34 | 10 | 12 | 12 | 47 | 48 | 0,979 |
|       | 10.  | Morton          | 32 | 34 | 12 | 8  | 14 | 58 | 68 | 0,853 |
|       | 11.  | St. Mirren      | 32 | 34 | 11 | 10 | 13 | 40 | 54 | 0,741 |
|       | 12.  | Hibernian       | 31 | 34 | 12 | 7  | 15 | 60 | 59 | 1,017 |
|       | 13.  | Clyde           | 31 | 34 | 9  | 13 | 12 | 35 | 50 | 0,700 |
|       | 14.  | Partick Thistle | 28 | 34 | 9  | 10 | 15 | 39 | 53 | 0,736 |
|       | 15.  | Aberdeen        | 26 | 34 | 9  | 8  | 17 | 50 | 59 | 0,847 |
|       | 16.  | Raith Rovers    | 21 | 34 | 8  | 5  | 21 | 45 | 67 | 0,672 |
|       | 17.  | Falkirk         | 18 | 34 | 5  | 8  | 21 | 33 | 69 | 0,478 |
|       | 18.  | Arbroath        | 16 | 34 | 5  | 6  | 23 | 41 | 82 | 0,500 |

Legenda:
      Campione di Scozia e qualificata in Coppa dei Campioni 1969-1970.
      Qualificata in Coppa delle Coppe 1969-1970.
      Invitata alla Coppa delle Fiere 1969-1970.
      Retrocesso in Scottish Division Two 1969-1970.
Regolamento:
Due punti a vittoria, uno a pareggio, zero a sconfitta.
A parità di punti, le posizioni in classifica venivano determinate sulla base del quoziente reti.